# Howard M. Baldrige
Howard Malcolm Baldrige (* 23. Juni 1894 in Omaha, Nebraska; † 19. Januar 1985 in Southbury, Connecticut) war ein US-amerikanischer Politiker. Zwischen 1931 und 1933 vertrat er den zweiten Wahlbezirk des Bundesstaates Nebraska im US-Repräsentantenhaus.

## Werdegang
Howard Baldrige besuchte die öffentlichen Schulen seiner Heimat einschließlich der Omaha High School. Danach studierte er an der Phillips Academy in Andover (Massachusetts) und bis 1918 an der Yale University. Im Jahr 1918 war er in der Endphase des Ersten Weltkriegs Hauptmann einer Artillerie-Einheit. Nach dem Krieg studierte Baldrige bis 1921 an der juristischen Fakultät der University of Nebraska Jura. Nach seiner im selben Jahr erfolgten Zulassung als Rechtsanwalt begann er seinen neuen Beruf in Omaha auszuüben.
Baldrige wurde Mitglied der Republikanischen Partei. 1923 wurde er in das Repräsentantenhaus von Nebraska gewählt. In den Jahren 1924 und 1928 war er Delegierter zu den jeweiligen Republican National Conventions, auf denen Calvin Coolidge und Herbert C. Hoover als Präsidentschaftskandidaten der Partei nominiert wurden.
Bei den Kongresswahlen des Jahres 1930 wurde Howard Baldrige in das US-Repräsentantenhaus gewählt, wo er am 4. März 1931 die Nachfolge von Willis G. Sears antrat. Da er bei den folgenden Wahlen im Jahr 1932 nicht in seinem Amt bestätigt wurde, konnte er bis zum 3. März 1933 nur eine Legislaturperiode im Kongress absolvieren. Nach dem Ende seiner Zeit in Washington arbeitete Baldrige wieder als Rechtsanwalt. Während des Zweiten Weltkriegs war er zwischen 1942 und 1945 Offizier im Fliegerkorps der US-Armee. Dabei stieg er bis zum Oberst auf.
Nach Kriegsende arbeitete er als Rechtsanwalt in Washington D.C. und New York City. Er wohnte in Washington (Connecticut). Howard Baldrige war seit 1921 mit Regina Katherine Connell verheiratet, der Nichte des Kongressabgeordneten William James Connell. Das Paar hatte drei Kinder, darunter den Sohn Howard Malcolm Jr., der von 1981 bis 1987 das Amt des US-Handelsministers ausübte. Howard Baldrige starb am 19. Januar 1985 im Alter von 90 Jahren.